# ليوناردو فابري
ليوناردو فابري (بالإيطالية: Leonardo Fabbri)‏ هو منافس ألعاب قوى إيطالي، ولد في 15 أبريل 1997 في باجنو أ ريبولي في إيطاليا.

## وصلات خارجية
- ليوناردو فابري على موقع الاتحاد الدولي لألعاب القوى (الإنجليزية)
- ليوناردو فابري على موقع الاتحاد الإيطالي لألعاب القوى (الإيطالية)
- ليوناردو فابري على موقع اللجنة الأولمبية الدولية (الإنجليزية)
- ليوناردو فابري على موقع أوليمبيديا (الإنجليزية)
- ليوناردو فابري على موقع اللجنة الأولمبية الإيطالية (الإيطالية)